# Первомайська сільська рада (Шипуновський район)
Первома́йська сільська рада (рос. Первомайский сельский совет) — сільське поселення у складі Шипуновського району Алтайського краю Росії.
Адміністративний центр — селище Первомайський.

## Історія
2010 року ліквідована Новоівановська сільська рада (село Новоівановка, селище Тали), територія увійшла до складу Первомайської сільської ради.

## Населення
Населення — 957 осіб (2019; 1139 в 2010, 1382 у 2002).

## Склад
До складу сільської ради входять:
| Населений пункт       | Населення, осіб (2002) | Населення, осіб (2010) |
| --------------------- | ---------------------- | ---------------------- |
| Майське Утро, селище  | 30                     | 20                     |
| Новоівановка, село    | 565                    | 476                    |
| Первомайський, селище | 727                    | 625                    |
| Тали, селище          | 60                     | 18                     |